# Petrophila aealis
Petrophila aealis är en fjärilsart som beskrevs av Walker 1859. Petrophila aealis ingår i släktet Petrophila och familjen Crambidae. Inga underarter finns listade i Catalogue of Life.